# Ewan Cameron
Ewan Cameron (31 de Julho de 1922 – 21 de Março de 1991) foi um médico, nascido em Glasgow, na Escócia. Trabalhou com Linus Pauling em investigações sobre a vitamina C. Recebeu a sua graduação pela Universidade de Glasgow em 1944, e imediatamente a seguir juntou-se ao Exército Britânico, tendo desempenhado funções médicas, por três anos, em Myanmar. Trabalhou para o Hospital Vale of Leven, em Dunbartonshire, na Escócia, de 1956 até 1984.
Recebeu a Queen's Coronation Medal em 1977, assim como fellowships pelo Royal Colleges of Surgeons in Glasgow and Edinburgh e pelo Royal Faculty of Physicians and Surgeons in Glasgow. Em 1966, Cameron publicou oseu primeiro livro, intitulado Hyaluronidase and Cancer (Hialuronidase e Cancro).
Em 1971, Cameron começou a corresponder-se com Linus Pauling que na altura tinha já um instituto com o seu nome: Linus Pauling Institute of Science and Medicine. Completou muitostrabalhos científicos em conjugação com o instituto, tendo publicado Cancer and Vitamin C (Cancro e Vitamina C) com Pauling, em 1979. Após aposentação pelo Vale of Leven Hospital em 1982, Cameron foi convidado para trabalhar no instituto, como director de pesquisas e director médico.